# 箕作麟祥
箕作 麟祥（みつくり りんしょう / あきよし、1846年9月19日（弘化3年7月29日） - 1897年（明治30年）11月29日）は、幕末から明治時代の日本の幕臣・官僚、洋学者、法学者。男爵。法学博士。
元老院議官、司法次官、貴族院勅選議員、行政裁判所長官、和仏法律学校（現・法政大学）初代校長を歴任し、民法・商法編纂委員、法律取調委員会委員、法典調査会主査委員を務めた。

## 名称
明治5年に仮名と実名（諱）の併用が禁止された時、苗字＋仮名の「箕作貞一郎」を改め、苗字＋諱の「箕作麟祥」と改名（※祥は実際には旧字体）。「麟祥」は易経か書経に由来するという（黒田綱彦証言）。ところが、名乗りの読みを提出せよと命じられたところ、「リンショウ」の読みは知っているが親がどういうつもりで名付けたか知らない、一般的にどう読むのかもわからないというのが本人の認識であった。鷲津毅堂に「アキヨシ」を提案されたのでそれに決めた、とされている（佐原純一証言）。実際に当時の人々がそう呼んだかは不明。国立国会図書館は「りんしょう」の読みを採用している。

## 人物
箕作省吾・しん夫妻の長男として江戸の津山藩邸に生まれた。幼名は貞太郎（のち貞一郎）。祖父は蘭学者の箕作阮甫で、父・省吾は阮甫の婿養子、母・しんは阮甫の四女だったが、父・省吾が若くして亡くなったので祖父・阮甫に育てられた。阮甫の死後、箕作家の家督を相続した。従兄に数学者菊池大麓、動物学者箕作佳吉、歴史学者箕作元八、大叔父に蘭学者の箕作秋坪がいる。
藤森天山・安積艮斎に漢学を、家と江戸幕府の蕃書調所（東京大学の源流）で蘭学を学んだ後、ジョン万次郎（中浜万次郎）について英学を学んだ。1861年8月5日（文久元年6月29日）に15歳の若さで蕃書調所の英学教授手伝並出役、このころから家塾を開き、乙骨太郎乙・鈴木唯一・外山正一・菊池大麓・箕作佳吉・大島貞益らに英学を教授し、1864年（元治元年）には外国奉行支配翻訳御用頭取となり、福澤諭吉・福地源一郎らとともに、英文外交文書の翻訳に従事した。箕作麟祥といえばフランス法学者のイメージがあるが、彼は元来「英学者」であった。また、法典調査会時代にはドイツ語文献も読めるようになっている。
1867年（慶応3年）、ナポレオン3世のパリ万国博覧会に際して、将軍の名代として出席する徳川慶喜の弟・徳川昭武に、幕府の命により渋沢栄一らと一緒に随行、2月15日横浜を出発。その後、徳川昭武とともにフランスに留学した。
明治元年2月24日の帰国後の1868年（明治元年）、明治新政府の下で、開成所御用掛から兵庫県御用掛となって新設の神戸洋学校教授に着任。時の兵庫県令・伊藤博文（伊藤俊介）は、騎馬で出迎え歓迎を表した。翌1869年（明治2年）には東京に戻り、外国官（現・外務省）翻訳御用掛となるが、外交官を好まず、同年大学南校（現・東京大学）大学中博士に転じる。なお、同年開いた私塾・共学社には、岸本辰雄らが学んだ。明治2年5月ころ、官務のかたわら家塾を開き、中江兆民・大井憲太郎らが入塾、明治4年2月ころ中止。
1869年（明治2年）、参議・副島種臣からフランス刑法典の翻訳を命じられ、翌1870年（明治3年）には制度取調局長官（後の司法卿）・江藤新平からフランス民法典（ナポレオン法典）の翻訳を命じられた。以後、長年にわたり法典の翻訳、編纂に携わっていく。また、1871年（明治4年）に文部省が設置されると、その基礎固めに参画し、学制の起草・制定にあたっては、起草委員長ともいうべき地位にあって、主導的役割を果たした。
日本で初めて「権利」「義務」という訳語を用い、また「動産」「不動産」「治罪法」「義務相殺」「未必條件」などの訳語を新規に創作し、5年の歳月をかけてフランスの諸法典を全訳した『仏蘭西法律書』（1874年）は、日本国の人々に初めて近代法典というものを実物で知らしめ、近代的裁判制度への大きな転換期にあって手探り状態の中で裁判にあたっていた当時の司法官や、その後の日本の近代的法制度の整備に多大な影響を与え、日本における法律学の基礎を築いた。このことから、箕作麟祥は日本における「法律の元祖」と評される。ちなみに、Constitution（国家の根本の法）を「憲法」と訳したのも箕作麟祥である（福澤諭吉は「律例」、加藤弘之は「国憲」、井上毅は「建国法」とそれぞれ訳していたが、箕作の訳した「憲法」という言葉が後に定着することになる）。法律以外の分野では、1874年に、フランスのモロー・ド・ジョンネの統計学の本を翻訳した日本初の「統計学」の本を出版している。明治4年8月、フランスの倫理道徳教科書の翻訳（原典は米書）『泰西 勧善訓蒙』前編刊行、後編は1873年9月刊。1873年3月～1874年8月、ウールジー著箕作訳『国際法、一名万国公法』刊行。
文部省・司法省の官僚として、近代的法制度の整備に尽力する一方、1873年（明治6年）にボアソナードが来日して以降は、彼の下で法典の編纂に従事した。1877年（明治10年）には民法編纂委員となり、その後も商法編纂委員になるなど、諸法典の編纂に大きな役割を果たした。
1890年（明治23年）、商法典論争では政府系断行派としての立場から、衆議院において天皇が公布した法典の延期は天皇の権威を傷つけると演説したが議会の顰蹙を買い、当時の報道によるとこのためにかえって断行派から延期派に鞍替えする議員が続出した。
民法典論争でも実施断行を主張したが、旧民法典の施行延期が決まった後は、法典調査会の主査委員に任命され、新民法典の編纂に積極的に関わった。1894年（明治27年）10月、法典調査会の副総裁だった西園寺公望は、総裁・伊藤博文に対し、副総裁を箕作に譲りたいと願い出ている。
1889年（明治22年）、当時司法次官となっていた箕作は和仏法律学校（現・法政大学）の初代校長に就任する。以後、1897年（明治30年）に死去するまで、公務のかたわら和仏法律学校の校長を務めた。また、森有礼、福澤諭吉、西周、加藤弘之らとともに創立した明六社において、啓蒙活動にも力を注いだ。幅広く活躍し、多忙な生涯を過ごしたが、1897年（明治30年）、狭心症のため51歳で急逝した。死に際して男爵を授けられている。墓所は多磨霊園。

## 弟子・門下
門下生は百数十名を優に超え、日本の近代の幕開けに際し、多くの草分けの人材を輩出した。著名な門下生として、中江兆民、岸本辰雄、大井憲太郎、宮城浩蔵、周布公平らが挙げられる。

## 家族・親族
先妻・もと（関宿藩医三沢精確と佐藤泰然の娘きはの三女）との間に3男3女を、後妻・とを（大前寛信の三女）との間に四男・俊夫をもうけた。長男・泰一は1873年（明治6年）10月1日に1歳で、次男・正次郎は1876年（明治9年）10月1日に同じく1歳で夭折したので、麟祥の死後、箕作本家の当主および爵位は三男・祥三が継いだ。祥三は独身のまま他界したので、祥三の死後はその異母弟にあたる俊夫が家督と爵位を継いだ。また次女・茂子は1882年（明治15年）4月5日に12歳で早世したが、長女・貞子は動物学者の石川千代松に、三女・操子は物理学者の長岡半太郎にそれぞれ嫁いだ。ちなみに麟祥の“麟”は「麒麟」の2文字目であるが、伝説の動物である麒麟にちなんで、実在する動物であるキリンを命名したのは、石川千代松によるものである。
箕作男爵家の3代目・箕作俊夫は陸軍中将・大島健一の長女・長江と結婚した。元日本大学農獣医学部教授の箕作祥一は俊夫・長江夫妻の長男であり、麟祥の孫にあたる。また極東国際軍事裁判でA級戦犯として終身刑の判決を受けた大島浩は大島健一の長男であり、箕作俊夫の義兄にあたる。
麟祥の先妻・もとの母きは、すなわち三沢精確の妻は佐藤泰然の次女なので、麟祥は佐藤泰然の孫娘と結婚したことになる。もとの長姉・きみの夫は判事の三沢元衛（今村信行弟）、次姉・吉恵の夫は緒方洪庵の次男・緒方惟準、もとの末妹さくの夫は田村初太郎、三沢家の養女ゑいの夫に田中芳男。
異父妹・直子は人類学者・坪井正五郎に嫁いだ。数学者・政治家の菊池大麓、動物学者の箕作佳吉、歴史学者の箕作元八、統計学者の呉文聰、医学者の呉秀三はいずれも麟祥の従弟にあたる。

## 略歴

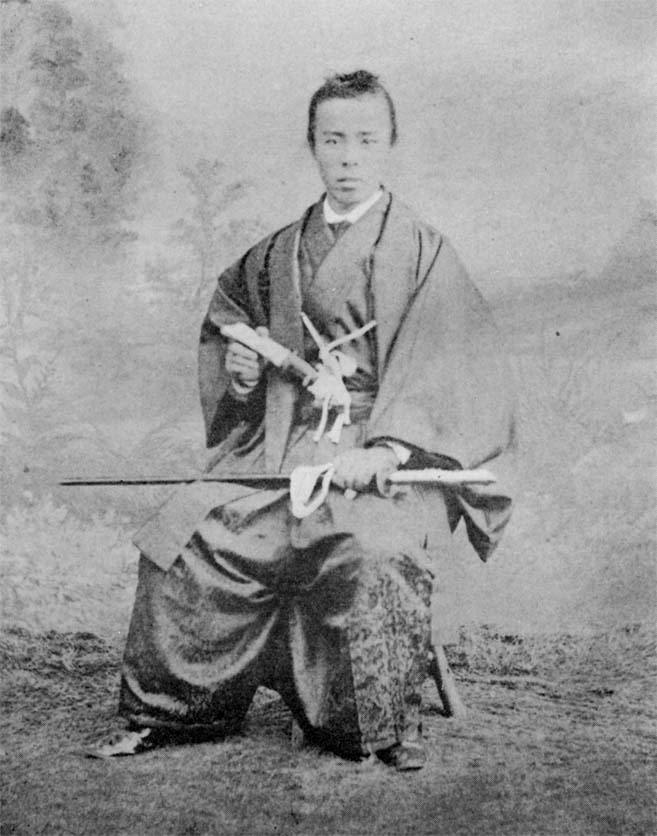
フランス滞在時の箕作麟祥

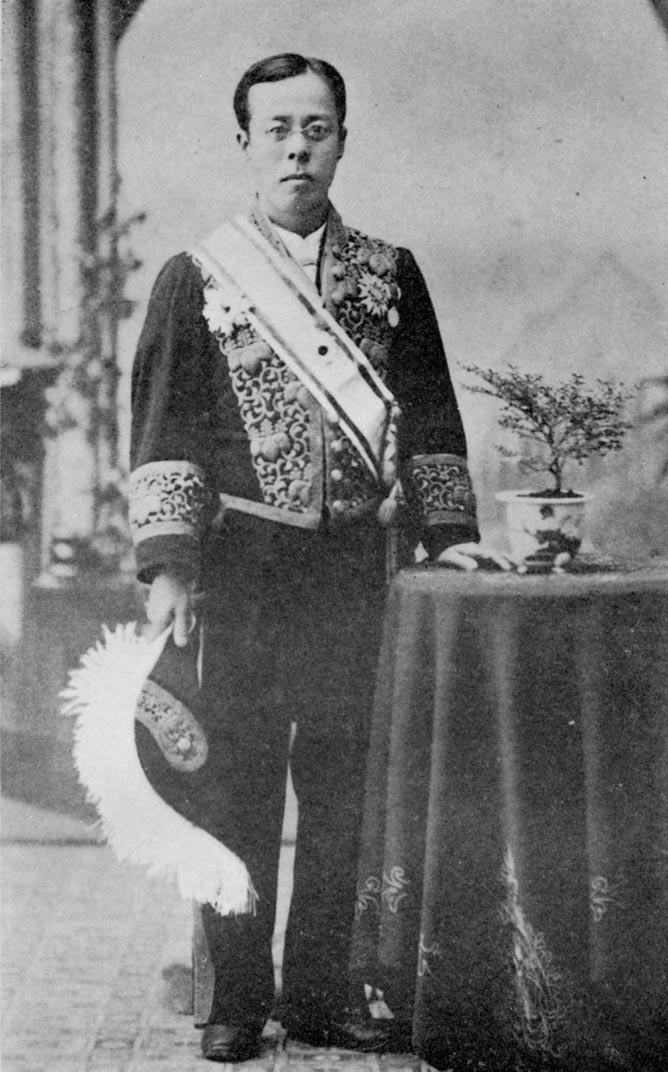
1891年（明治24年）4月撮影

- 1846年（弘化03年） 江戸に生まれる。
- 1861年（文久元年） 蕃書調所（東京大学の源流）英学教授手伝並出役。
- 1864年（元治元年） 外国奉行支配翻訳御用頭取。
- 1867年（慶応03年） 徳川慶喜の弟・徳川昭武に随行してパリ万国博覧会視察後、フランスに留学。
- 1868年（明治元年） 明治新政府の下で、開成所御用掛から兵庫県御用掛となって神戸洋学校教授。
- 1869年（明治02年） 東京に戻り、外国官（現・外務省）翻訳御用掛。大学南校（現・東京大学）大学中博士。
- 1871年（明治04年） 文部省、司法省兼勤。文部省による学制の起草責任者となる。
- 1873年（明治06年） 正院翻訳局長に就任。森有礼・福澤諭吉らとともに明六社創立。
- 1877年（明治10年） 司法大書記官、翻訳課長兼民法編纂課長。民法編纂委員。
- 1880年（明治13年） 太政官大書記官。元老院議官。東京学士会院会員。
- 1884年（明治17年） 会社条例編纂委員。
- 1885年（明治18年） 破産法編纂委員。
- 1886年（明治19年） 商法編纂委員。
- 1887年（明治20年） 法律取調委員会委員。明治法律学校名誉校員に推される[18]。
- 1888年（明治21年） 司法次官。
- 1889年（明治22年） - 1897年（明治30年） 和仏法律学校（現・法政大学）初代校長。
- 1890年（明治23年） 貴族院勅選議員（9月29日[19]）。
- 1893年（明治26年） 法典調査会主査委員。
- 1896年（明治29年） 行政裁判所長官。
- 1897年（明治30年） 死去。51歳没。

## 栄典・授章・授賞
位階
- 明治2年9月2日 - 従六位
- 明治4年4月20日 - 正六位
- 明治4年12月14日 - 従五位
- 1880年（明治13年）6月8日 - 従四位
- 1885年（明治18年）10月1日 - 正四位[20]
- 1886年（明治19年）10月20日 - 従三位[21]
- 1896年（明治29年）7月20日 - 正三位[22]
- 1897年（明治30年）12月1日 - 従二位[23]

勲章等
- 1882年（明治15年）6月17日 - 勲三等旭日中綬章
- 1887年（明治20年）11月25日 - 勲二等旭日重光章
- 1889年（明治22年）11月25日 - 大日本帝国憲法発布記念章[24]
- 1891年（明治24年）3月30日 - 勲一等瑞宝章[25]
- 1894年（明治27年）3月9日 - 大婚二十五年祝典之章
- 1897年（明治30年）12月1日 - 男爵[23]

## 著作
- 「箕作麟祥篇」（大久保利謙編 『明治文学全集 3 明治啓蒙思想集』 筑摩書房、1967年1月、ISBN 4480103031）

訳書
- 『経済原論』 巻七-巻九
Arthur Latham Perry. Elements of Political Economy. の抄訳。巻三から巻六は緒方正（若山儀一）が訳出。
- 『仏蘭西法律書 刑法』 大学南校、1870年（明治3年）一-五
  - 『仏蘭西法律書 民法』 大学南校、1871年（明治4年）一-四 ／ 文部省、1871年五-十六
  - 『仏蘭西法律書 訴訟法』 文部省、1873年4月一・三 ／ 1873年9月二・四 ／ 1874年1月五・六 ／ 1874年4月七・八
  - 『仏蘭西法律書 憲法』 文部省、1873年8月
  - 『仏蘭西法律書 商法』 文部省、1874年3月一-五
  - 『仏蘭西法律書 治罪法』 文部省、1874年4月一-四
  - 『仏蘭西法律書』 翻訳局訳述、印書局、1875年4月（2冊）
  - 『増訂 仏蘭西法律書』 博聞社、1883年9月（2冊）
  - 前田達明編 『史料民法典』 成文堂、2004年1月、ISBN 4792324408 - 『仏蘭西法律書 民法』を収録。
- 『泰西 勧善訓蒙』 名古屋学校、1871年（明治4年）上・中・下
  - 『泰西 勧善訓蒙後編』 中外堂、1873年一-四 ／ 1875年五-八
  - 『泰西 勧善訓蒙続編』 永楽屋正兵衛ほか、1874年一-四

前編は Louis-Charles Bonne. Cours élémentaire et pratique de morale pour les écoles primaires & les classes d'adultes. の翻訳。後編は Hubbard Winslow. Moral Philosophy. の、続編は Laurens Perseus Hickok. A System of Moral Science. の抄訳。
  - 『改正 泰西勧善訓蒙後編』 中外堂、1881年12月一-四
  - 吉野作造編輯代表 『明治文化全集 第十五巻 思想篇』 日本評論社、1929年6月 ／ 明治文化研究会編 『明治文化全集 第二十三巻 思想篇』 日本評論社、1967年7月 ／ 明治文化研究会編 『明治文化全集 第十六巻 思想篇』 日本評論社、1992年7月、ISBN 453504256X - 前編を収録。
  - 海後宗臣編纂 『日本教科書大系 近代編第一巻 修身（一）』 講談社、1961年11月 - 前編上・中・下、後編一-四を収録。
  - 山住正己校注 『日本近代思想大系 6 教育の体系』 岩波書店、1990年1月、ISBN 4002300064 - 後編の抄録。
- 『国際法 一名万国公法』 弘文堂、1873年3月一-五
Theodore Dwight Woolsey. Introduction to the Study of International Law. の翻訳。
- 『百科全書 教導説』 文部省、1873年9月上・下
ウィリアム・チェンバース、ロバート・チェンバース編 Chambers's Information for the People. 中の "Education" の翻訳。
  - 『百科全書 第十八冊』 文部省 ／ 有隣堂 - 「百科全書 教育論」に改訳。
  - 『百科全書 下巻』 丸善商社出版、1884年10月 ／ ゆまに書房、1985年2月
  - 『百科全書 教導説』 雄松堂書店〈明治初期教育稀覯書集成〉、1980年8月上・下
  - 仲新ほか編 『近代日本教科書教授法資料集成 第1巻 教授法書1』 東京書籍、1982年9月
  - 『文部省百科全書 19』 青史社、1986年2月
- 『学校通論』 文部省、1874年4月一・二 ／ 1876年1月三・四／ 1876年5月五・六／ 1876年9月七-九
James Pyle Wickersham. School Economy. の翻訳。
  - 『学校通論』 クレス出版〈近代日本学校教育論講座〉、2001年12月
- 『統計学』 文部省、1874年6月一-五 ／ 1878年3月六-十
Alexandre Moreau de Jonnès. Éléments de Statistique. の翻訳。
  - 統計学社纂輯 『統計叢書 第一輯』 統計学社、1925年9月
- 『泰西 自然神教』 文部省、1874年6月一・二 ／ 1876年3月三・四
William Fleming. A Manual of Moral Philosophy. 中の "Theistic Ethics or Natural Theology" の翻訳。
- 『万国政体論』 中外堂、1875年10月一-三
Caspar Thomas Hopkins. Manual of American Ideas. の翻訳。
- 『仏国民法等親並相続法図解』 テオヒール・グレゴアール編纂、法制局、1876年10月
- 『仏国 法律提要』 大井憲太郎合訳、1876年10月第一帙
  - 『仏国 法律提要』 大井憲太郎合訳、信山社出版〈日本立法資料全集〉、2013年1月、ISBN 9784797264463
- 『堅土氏 万国公法』 蕃地事務局訳、阪上半七、1876年11月
James Kent. Kent's Commentary on International Law. の翻訳。大島貞益、阿部泰蔵、佐原純一らとの共訳。
- 『仏国民法 契約書解釈方法説明』 司法省、1877年8月
- 『仏国民法詳説』 司法省、1877年9月
  - 『仏国民法詳説 身分証書之部』 信山社出版〈日本立法資料全集〉、2004年2月、ISBN 4797248440
- 『仏国民法解釈』 司法省、1877年11月第三篇自第六巻至第九巻 ／ 1877年12月第三篇自第十巻至第十七巻・第三篇第二十巻 ／ 1878年4月第三篇第十八巻第十九巻
  - 『仏国民法解釈』 信山社出版〈日本立法資料全集〉、2008年9月第三篇自第六巻至第九巻、ISBN 9784797253634 ／ 2008年10月第三篇自第十巻至第十七巻、ISBN 9784797253641 ／ 第三篇第十八巻第十九巻第二十巻、ISBN 9784797253658
- 『埃及法律書』 司法省、1878年1月
- 『仏国 民法釈義』 稲田佐兵衛ほか、1879年4月第壱巻 ／ 1880年12月第弐巻 ／ 1882年6月第参巻
- 『仏国 常用法』 司法省、1880年4月 ／ 1883年3月第二集
  - 『仏国 常用法』 信山社出版〈日本立法資料全集〉、2004年6月-9月（6冊）、ISBN 4797248602, 4797248610, 4797248629, 4797248637, 4797248645, 4797248653
- 『百科全書 自然神教及道徳学』 文部省、1880年5月
Chambers's Information for the People. 中の "Natural Theology-Ethics" の翻訳。
  - 『百科全書 第十六冊』 文部省 ／ 有隣堂
  - 前掲『百科全書 下巻』
  - 『文部省百科全書 22』 青史社、1986年5月
- ギュスターヴ・エミール・ボアソナード『再閲民法草案』、1886年 - 明治時代の帝国議会設置前の1890年に成立した国内初の日本民法（明治23年3月法律第28号、10月第98号）。この民法に対しては反対派が民法典論争を起こし、第2次伊藤内閣がその施行日を延期し、梅謙次郎・富井政章・穂積陳重らの法典調査会や法律取調委員会が審査を行い、1896年には代替の現行民法が成立したので、施行されないまま廃止された[26]。

編書
- 『万国新史』 玉山堂、1871年（明治4年12月）上篇巻之一-中編巻之六 ／ 1877年2月下編巻之一-下編巻之六
  - 『萬國新史』 NPO歴史文化交流フォーラム付属世界史研究所、2018年6月、ISBN 9784990963903

## 関連文献
- 「従二位男爵箕作君墓碑銘」 三島毅『中洲文稿第二集』 二、二松学舎、1900年11月。
  - 磯ケ谷紫江『大東京名家墳墓考』 第壱、後苑荘、1943年4月。
  - 日本学士院編 編『学問の山なみ : 物故会員追悼集』 第一、日本学士院、1979年1月。
  - 『津山洋学者の墓誌・顕彰碑文』津山洋学資料館〈津山洋学資料〉、1985年3月。
- 山中永之佑「箕作麟祥」 潮見俊隆、利谷信義編 編『日本の法学者』日本評論社〈セミナー叢書〉、1975年6月。
- 坂本保富、唐沢富太郎「箕作麟祥 : 「泰西 勧善訓蒙」「百科全書 教導説」などの訳述者」 唐沢富太郎編 編『図説 教育人物事典 : 日本教育史のなかの教育者群像』 中巻、ぎょうせい、1984年4月。
- 山室信一「箕作麟祥と河津祐之」 法政大学大学史資料委員会編 編『法律学の夜明けと法政大学』法政大学出版局、1993年3月。
- 鈴木正裕『近代民事訴訟法史・日本』有斐閣、2004年2月。ISBN 4641133530。
- 中野目徹「箕作麟祥」 伊藤隆、季武嘉也編 編『近現代日本人物史料情報辞典』吉川弘文館、2004年7月。ISBN 4642013415。